# Georges-Eugène Haussmann

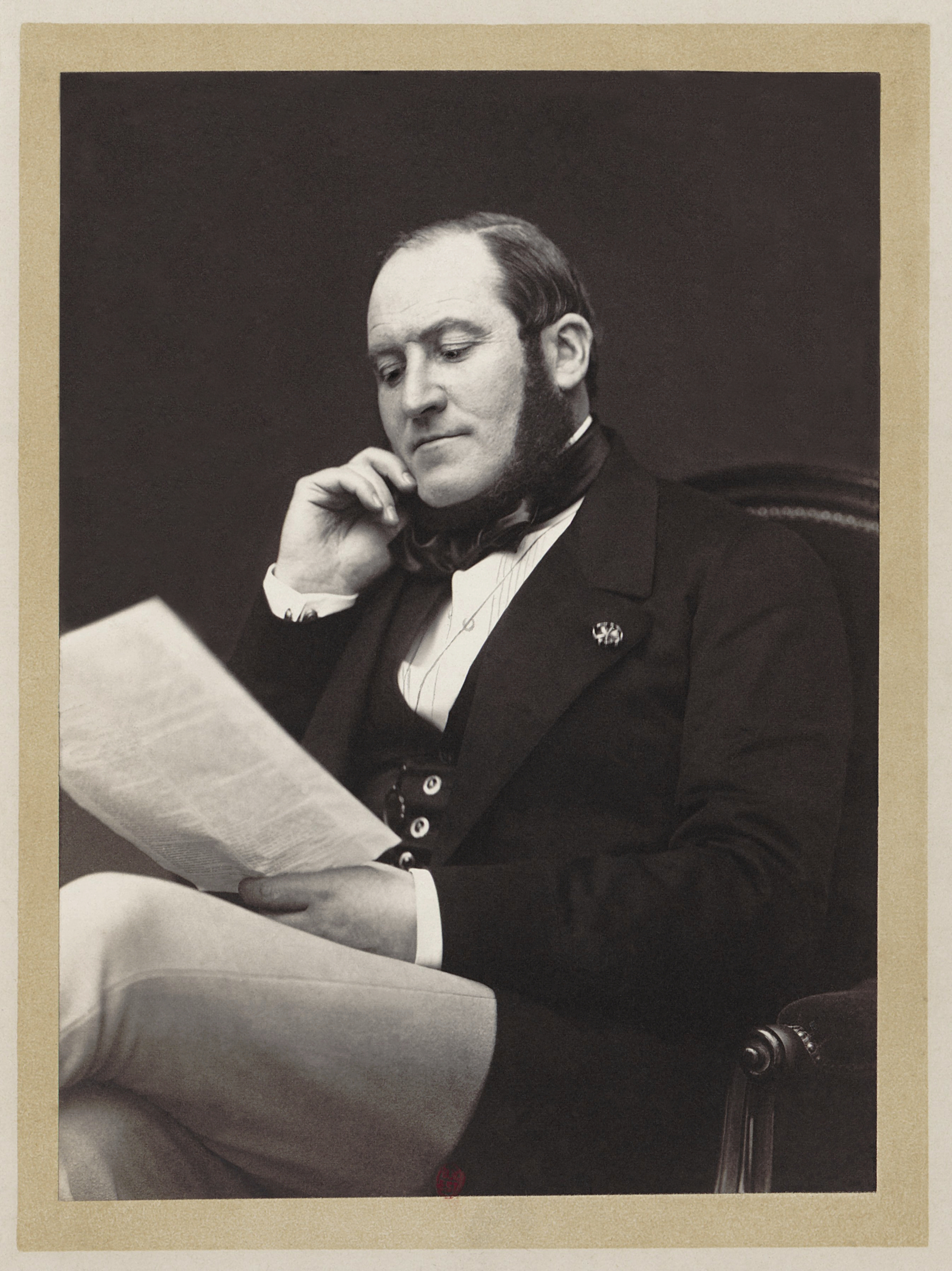
Georges-Eugène Baron Haussmann

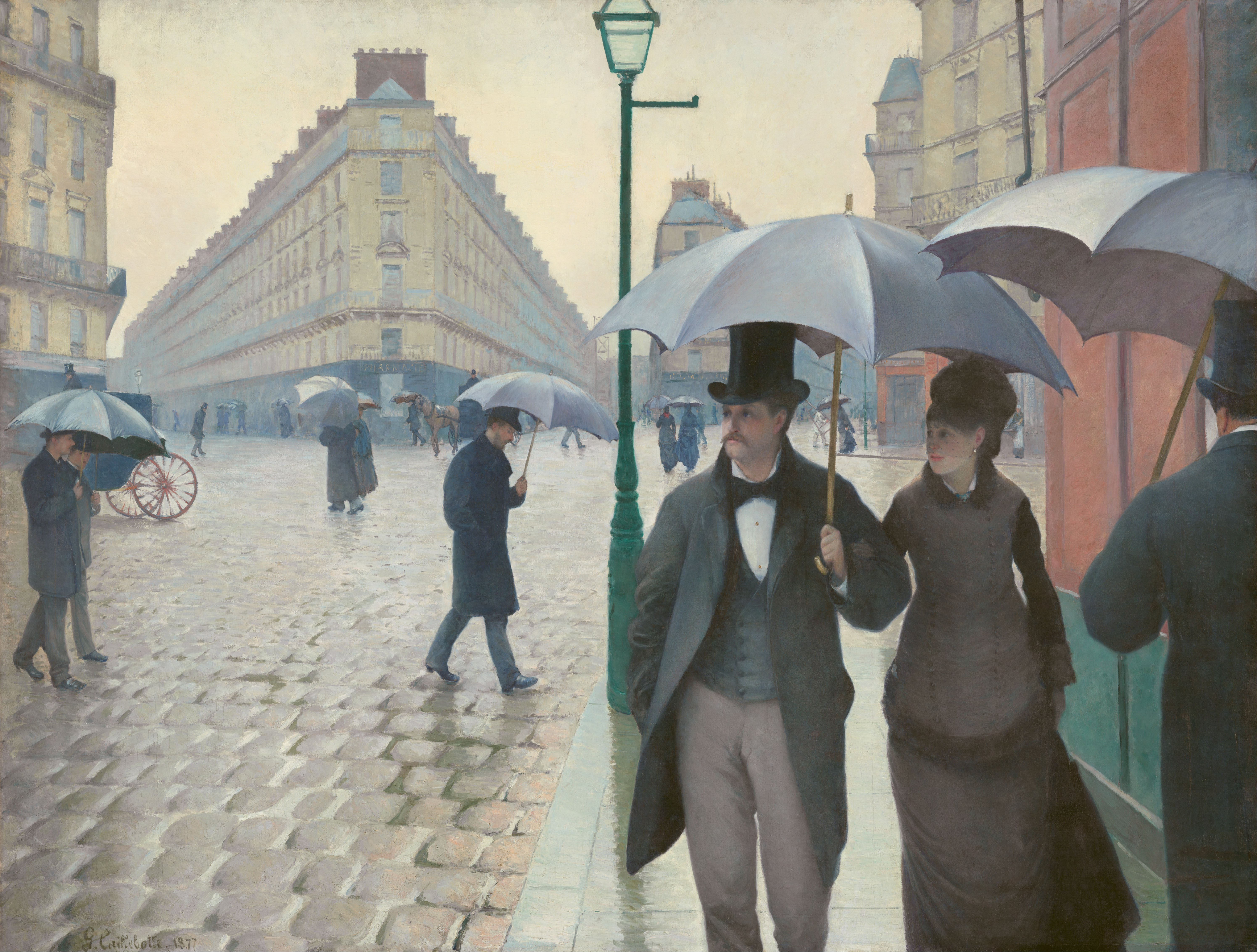
Rue de Paris, temps de pluie (1877) van Gustave Caillebotte

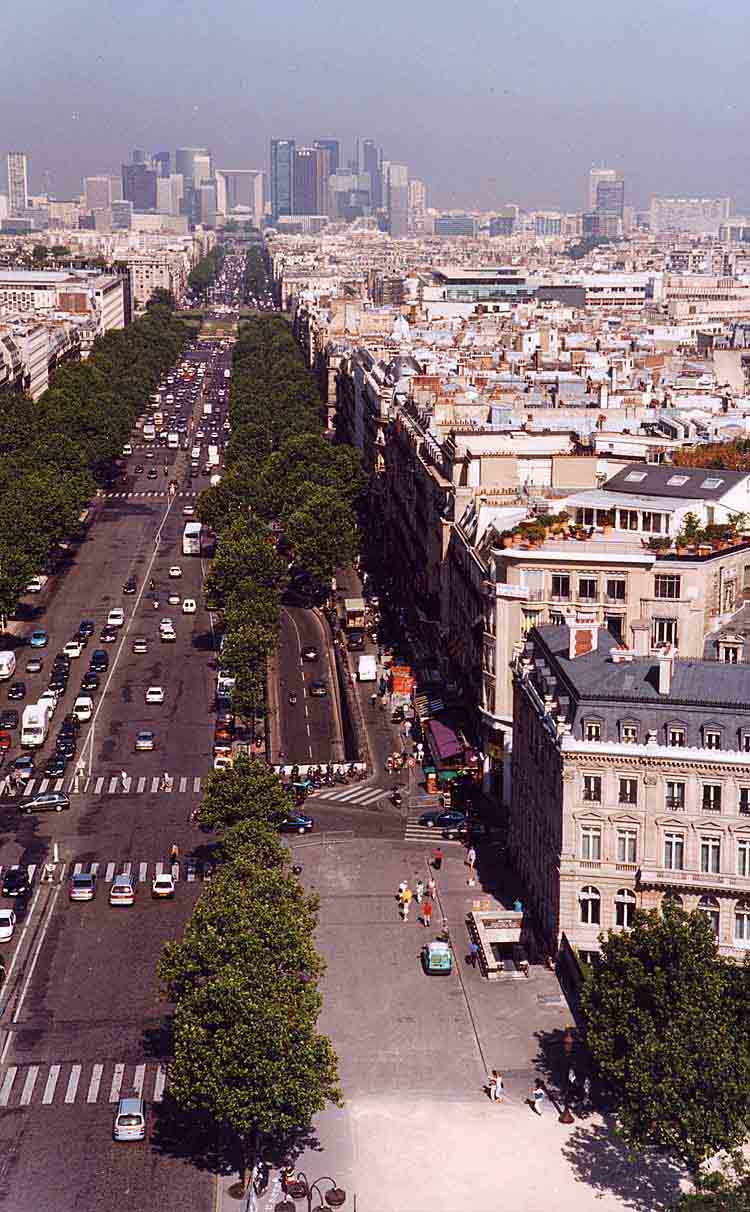
Avenue de la Grande Armée, een van Haussmanns twaalf grote lanen die een ster vormen met als middelpunt de Arc de Triomphe. Aan de horizon is de zakenwijk La Défense met de Grande Arche (de holle witte kubus) zichtbaar

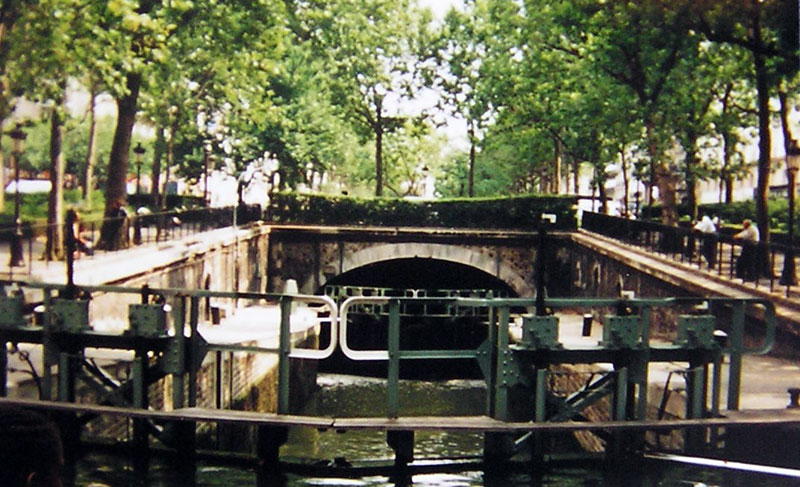
Kanaal Saint-Martin - tunnel

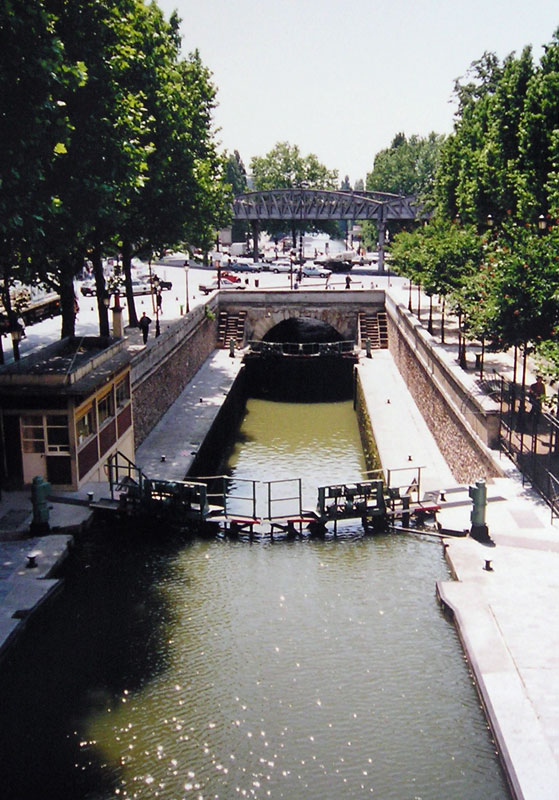
Kanaal Saint-Martin - sluis

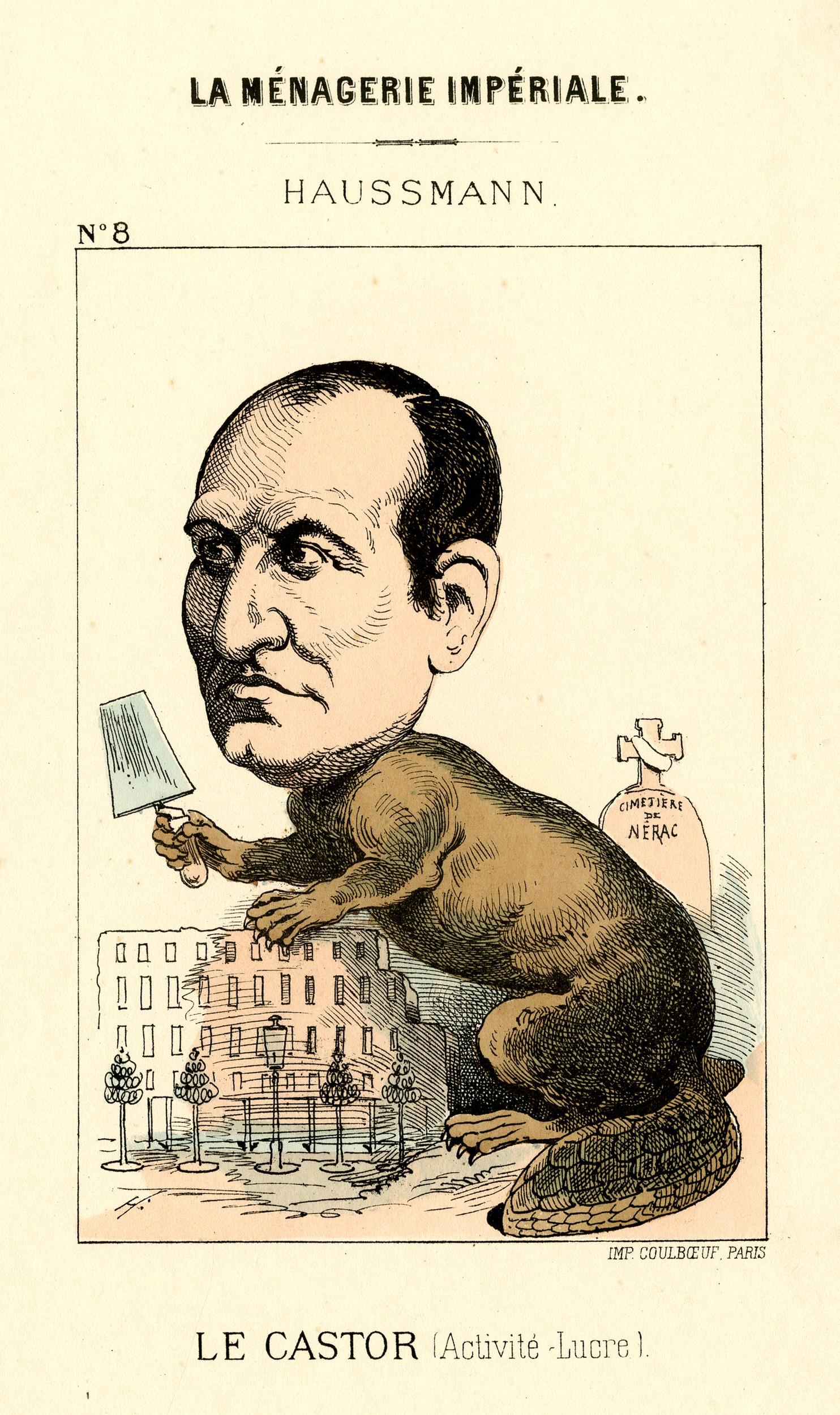
Spotprent uit 1871

Georges-Eugène baron Haussmann (Parijs, 27 maart 1809 – aldaar, 11 januari 1891) was een Frans ambtenaar en stedenbouwkundige wiens naam verbonden is met de verbouwing van Parijs in de tweede helft van de negentiende eeuw.

## Leven en werk
Haussmann werd geboren in een lutheraanse familie van Duitse origine. Hij bracht zijn middelbareschooltijd door aan het Collège Henri IV, en studeerde vervolgens tegelijkertijd rechten aan de universiteit en muziek aan het Parijse Conservatorium.
Hij ging in overheidsdienst en maakte snel carrière, waarbij zijn vriendschap met kroonprins Ferdinand Filips van Orléans een grote hulp was. Hij werd onderprefect in Yssingeaux. In 1830 werd hij onderprefect van Nérac en daarna in Saint-Girons en in Blaye. Hij toonde zich een onvermoeibaar bestuurder die per paard zijn arrondissementen doorkruiste en vooral aandacht had voor de aanleg van wegen en de inrichting van scholen. In 1849 werd hij prefect van het departement Var. Daarna was hij ook prefect van Yonne en vervolgens van Gironde. In 1853 koos Jean Gilbert Victor Fialin, hertog van Persigny, Haussmann als prefect van het departement Seine. Hij werd de opvolger van Jean Jacques Berger, die zich verzette tegen de hoge uitgaves voor de keizerlijke plannen voor de verfraaiing van Parijs. Haussmann bleef tot 1870 op deze post. In 1857 werd Haussmann bovendien senator. Voor bewezen diensten verkreeg hij in 1862 het Grootkruis in het Franse Legioen van Eer.

## Verbouwing van Parijs
Napoleon III gaf Haussmann de opdracht om plannen te maken voor de grootscheepse verbouwing van Parijs. Aanleiding voor de ingreep was het Juni-oproer van 1848. Doel was onder andere een dergelijke opstand voortaan makkelijker neer te kunnen slaan. Door het aanleggen van brede boulevards op de plaats van voorheen smalle, kronkelige straatjes werd het onmogelijk voor rebellen tegen het napoleontische regime om barricades op te werpen. Bovendien kon het leger op deze brede straten zwaar geschut gebruiken en werden snelle troepenverplaatsingen mogelijk.
Daarnaast had Parijs volgens Napoleon III licht, lucht, schoon water en goede sanitaire voorzieningen nodig. Het straatbeeld van Parijs voordat Haussmann zijn stadsvernieuwingsoperatie uitvoerde, dateerde nog grotendeels uit de late middeleeuwen. Nieuwe treinstations lagen aan de rand van de stad, maar waren onderling en met de rest van de stad alleen verbonden door een wirwar aan straten en stegen. Parijse straten waren over het algemeen smal en kronkelig en dus ongeschikt voor (veilig) modern verkeer; gebouwen stonden dicht op elkaar; woningen waren klein, vochtig en donker; en er heerste een dramatische situatie op het gebied van stedelijke hygiëne door het grotendeels ontbreken van riolering,  stromend water en waterzuivering; bovendien was in de stad een gebrek aan openbare ruimte en aan publiek toegankelijke parken en ander groen.
Haussmann stelde een viertal experts aan die de leiding kregen over de vier diensten die de ruggengraat van de operatie vormden. Eugène Belgrand werd verantwoordelijk voor de water- en rioleringsvraagstukken en Adolphe Alphand was verantwoordelijk voor de tuinen en parken. Jacques-Ignace Hittorff was verantwoordelijk voor de plaatselijke inrichting van de Place de l'Étoile. Victor Baltard ten slotte, werd aangesteld als hoofd van de dienst Architectuur en ontwierp Les Halles.
Om tot de bedoelde intersectorale herinrichting van Parijs te komen, heeft een combinatie van plannen en ingrepen plaatsgevonden. De basis werd gevormd door aanleg van  een stelsel brede boulevards en pleinen, deels dwars door de bestaande bebouwing geprojecteerd, deels in de vorm van verbredingen of verlengingen van bestaande straten. De twaalf boulevards die Haussmann als een ster liet aanleggen met de Arc de Triomphe op de Place de l'Etoile als middelpunt, zijn met de klok mee vanaf het noorden:
- Avenue Mac-Mahon, genoemd naar generaal Patrice de Mac-Mahon
- Avenue de Wagram, genoemd naar Wagram waar de Slag bij Wagram werd geleverd (voert naar de Porte d'Asnières)
- Avenue Hoche, genoemd naar generaal Lazare Hoche
- Avenue de Friedland, genoemd naar Friedland waar de Slag bij Friedland werd geleverd (gaat verder als Boulevard Haussmann)
- Avenue des Champs-Élysées (voert naar de Place de la Concorde)
- Avenue Marceau, genoemd naar generaal François Séverin Marceau (1769-1796)
- Avenue d'Iéna, genoemd naar Jena waar de slag bij Jena werd geleverd
- Avenue Kléber, genoemd naar generaal Jean-Baptiste Kléber
- Avenue Victor Hugo, genoemd naar de schrijver Victor Hugo (voert naar de Porte de la Muette)
- Avenue Foch, genoemd naar generaal Ferdinand Foch (voert naar de Porte Dauphine)
- Avenue de la Grande Armée (voert naar de Porte Maillot)
- Avenue Carnot, genoemd naar Lazare Carnot

Een minder geprononceerde stervorm bestaat op de Place de la Bastille en de Place de la Nation.
Het aanpakken van de slechte omstandigheden van de stad heeft zich geuit door middel van verschillende ingrepen. Zo werd de buitenste zone van de stad efficiënter geëxploiteerd en gekoppeld aan de centrale zone van de stad; dit door middel van nieuwe wegen in het centrum en de buitenste zone. Hierbij werden herinrichtingen en aanleg van straten uitgevoerd voor de verbetering van de toegankelijkheid; doorgaande wegen aangelegd voor de doorstroming; werden diagonale straten aangelegd in de stratenstructuur en werden de boulevards uitgebreid om zo een ring van boulevards rond de centrale zone te creëren. Ook werden de treinstations aan de rand van de stad verbonden met elkaar en met het centrum. De aanleg van nieuwe straten vond vaak plaats dwars door bestaande stedelijke structuren, waarvoor de onteigeningswet werd ingesteld en bestaande bebouwing werd ontruimd en afgebroken. Naast het mobiliteitsaspect heeft Haussmann verschillende ingrepen gedaan die de leefbaarheid van de stad hebben verbeterd. Zo heeft hij maatregelen genomen waardoor een enorm parksysteem ontstond in de stad, bestaande uit vele grote en kleinere parken. Verder werden er in deze periode veel openbare gebouwen gebouwd. De slechte stedelijke hygiëne werd aangepakt door het verbeteren van het rioleringssysteem en de kwaliteit van water werd verbeterd door middel van het aanleggen van waterleidingen en aquaducten.
Complete huizenblokken en hele wijken gingen tegen de vlakte om dit mogelijk te maken. De Boulevard de Sébastopol, waarvan de zuidelijke helft nu de Boulevard Saint-Michel is, sneed dwars door een volksbuurt. De nieuwbouw langs de boulevards liet geen ruimte voor de goedkope huisvesting die zich hier eerder bevond en bij de armere arbeidersbevolking begon de trek naar de banlieues, de buitenwijken/voorsteden van Parijs.
Verder liet Haussmann het Bois de Boulogne aanleggen en verfraaide hij kleinere parken. Hij verkleinde de tuinen van het Palais du Luxembourg (Jardin du Luxembourg) om ruimte te scheppen voor nieuwe straten. In het noordoosten kwam het Parc des Buttes-Chaumont met nagemaakte rotsen en watervallen. Ook kwamen er een nieuwe watervoorziening, een gigantisch rioleringssysteem, bruggen, een ondergronds kanaal van de Avenue de la République naar de Boulevard Bourdon, het operagebouw en andere openbare gebouwen.

## Kritiek
Om zijn plannen te realiseren moest Haussmann "creatief" omgaan met de publieke middelen. Hiertegen richtte zich dan ook de aanklacht van Jules Ferry: Les Comptes fantastiques de Haussmann, in 1867 ("De fantastische rekeningen van Haussmann", een subtiele verwijzing naar de opera Les contes d'Hoffmann ("De verhalen van Hoffmann") van Jacques Offenbach).
In 1858 werd de Boulevard Richard-Lenoir geschapen en in 1862 werd de Boulevard Voltaire geopend, (voorheen Boulevard du Pince-Eugène). Het Canal Saint-Martin verdween hierdoor over een lengte van 2 km onder de grond, vanaf de draaibrug bij de Rue Dieu, om pas voorbij de Place de la Bastille bovengronds te komen bij de haven van het Arsenal. In 1906 werd een stuk aan de noordzijde van het ondergrondse gedeelte eveneens overkluisd, om er de Boulevard Jules Ferry aan te kunnen leggen, ironisch genoeg genoemd naar Haussmanns criticus. Een van de belangrijkste redenen voor de overkluizing was dat het kanaal het leger niet zou hinderen bij het onderdrukken van opstanden.
In 1865 werd een lening van 250 miljoen franc voor de stad Parijs goedgekeurd, en in 1869 nog een van 260 miljoen. Deze bedragen waren slechts een deel van zijn financiële plannen. Bovendien werden veel huizen onteigend om ze te kunnen slopen. De gebouwen die in de plaats kwamen, waren veel voornamer en onbetaalbaar voor de vroegere bewoners. Veel zaken gingen failliet door de bouwactiviteiten. Dit leidde tot grote ontevredenheid onder de Parijse bevolking. Om zijn eigen populariteit op te krikken, liet Napoleon III de regering van premier Émile Ollivier Haussmann ontslaan.
Naast de vele verbeteringen die Haussmann heeft verricht, zijn er dus ook verschillende negatieve kanten geweest aan de ingrepen. De kosten voor alle ingrepen en het afbreken en aanleggen van de nieuwe staten waren enorm en daarnaast waren transacties tussen de overheid en ondernemers dubieus.
Ook op de stijl van Haussmann, de zogenaamde second-empirestijl kwam kritiek. Critici hekelden de vulgariteit en middelmatigheid van de nieuwe publieke gebouwen. Andrew Hussey, hoofd van de vakgroep Franse literatuur aan de University of London in Parijs, noemt de Opéra aan de Avenue de l'Opéra een absurde en exotische kroon van deze veel te lange avenue, een Romeins-Byzantijnse tempel aan een druk kruispunt.
Afgezien van de vele voor- en tegenstanders van Haussmann’s bouw- en straatreguleringsprogramma, hebben de veranderingen van Haussmann in een korte periode van zeventien jaar (1853-1870) een ongekend grote weerslag gehad op de stad Parijs.

## Laatste jaren van zijn leven
Na de val van het Tweede Franse Keizerrijk bracht Haussmann een jaar in het buitenland door. In 1877 keerde hij terug in de openbaarheid toen hij een bonapartistische afgevaardigde werd voor Ajaccio. In 1867 werd hij lid van de Académie des Beaux Arts (Academie van Schone Kunsten). Zijn laatste jaren besteedde hij zijn tijd aan zijn Mémoires (3 delen, uitgegeven 1890-1893).
Baron Haussmann ligt begraven op de begraafplaats Père Lachaise. Haussmanns werk ging ten koste van het grootste deel van het middeleeuwse Parijs. Geschat wordt dat hij zestig procent van de Parijse bebouwing veranderde. Zijn naam blijft bewaard in de Boulevard Haussmann.

## "Baron" Haussmann
Om hem te bedanken voor zijn werk, stelde Napoleon III in 1857 voor om Haussmann lid te maken van de Franse Senaat en hem een adellijke titel te verlenen, zoals hij dat voor een aantal van zijn generaals had gedaan. Haussmann vroeg om de titel van baron, die, zoals hij later in zijn memoires vermeldde, had toebehoord aan zijn grootvader van moederskant, Georges Frédéric baron Dentzel, een generaal onder Napoleon I, van wie Haussmann de enige levende mannelijke afstammeling was. In zijn memoires grapte hij dat hij de titel aqueduc (een woordspeling op de Franse woorden voor 'hertog' en 'aquaduct') had overwogen, maar dat die helaas niet bestond. Het gebruik van de titel baron is echter nooit officieel goedgekeurd. Wettelijk bleef hij monsieur Haussmann.

## Familie
Haussmann huwde met Octavie de Laharpe, een protestantse van Zwitserse origine. Valentine Haussmann was de dochter van Georges-Eugène Haussmann.
- Bibsys: 90720273
- Bibliothèque nationale de France: cb11907028x (data)
- Catàleg d'autoritats de noms i títols de Catalunya: 981058529953906706
- Gemeinsame Normdatei: 118773453
- International Standard Name Identifier: 0000 0000 8122 3695
- Library of Congress Control Number: n83069458
- Base Léonore: LH//1272/25
- Nationale Bibliotheek van Tsjechië: jx20080306007
- Nationale bibliotheek van Australië: 35637842
- Nationale Bibliotheek van Israël: 987007275643405171
- Nationale Bibliotheek van Polen: a0000001137906
- Nederlandse Thesaurus van Auteursnamen: 069025320
- Réseau des bibliothèques de Suisse occidentale: 02-A003354035
- RKD-Nederlands Instituut voor Kunstgeschiedenis: 117091
- SNAC: w61z49ts
- Système universitaire de documentation: 027273261
- Trove: 1023528
- Union List of Artist Names: 500009390
- Virtual International Authority File: 44300016
- WorldCat: E39PBJqw67rTmHwpjBqdkYMwYP